# Crithote pannicula
Crithote pannicula là một loài bướm đêm trong họ Erebidae.